# Historia Peru
Historia Peru – chronologiczny zbiór wszystkich dziejów państwa Peru od starożytności do współczesności.

## Okres prekolumbijski

Na obszarze dzisiejszego Peru w okresie prekolumbijskim rozwijało się kilka znaczących cywilizacji indiańskich.
Były to:
- kultura Chavín (1200–600 p.n.e.)
- Nazca (na południu)
- Mochica (na północy)
- Chimú ze stolicą w Chan Chan
- Ajmara (Aymara)

Państwo Aymara w IX wieku podbiły plemiona Kiczuanów, które utworzyły potężne imperium Inków, o wysokim stopniu rozwoju gospodarczego i organizacyjnego. Ukształtowanie cywilizacji inkaskiej miało miejsce w XII wieku, jednak znaczniejsza ekspansja terytorialna miała miejsce w XV i na początku XVI wieku. Stolicą imperium było Cuzco.

## Podbój Peru przez Hiszpanów i kolonizacja
W 1524 roku na tereny cywilizacji Inków dotarli Hiszpanie. Wykorzystując osłabienie państwa wojną domową między synami ostatniego władcy Huayna Capac – Atahualpą i Huascarem, 160 osobowy oddział (60 konnych i 100 pieszych) pod dowództwem Francisca Pizarra rozpoczął konkwistę na zachodnim wybrzeżu Ameryki Południowej. W roku 1525 doszło do rozpadu imperium Inków, co wykorzystali Pizarro oraz jego podkomendni Diego de Almagro i Hernando de Luque. W krótkim czasie (1531–1535) Hiszpanie, często posługując się podstępem, rozbili wojska inkaskie i opanowali cały kraj. Atahualpa został pojmany, a w roku 1533 zgładzony. Pizarro założył Limę w 1535 roku, a w 1542 roku powstało wicekrólestwo Peru (Nowa Kastylia), które początkowo sprawowało władzę nad wszelkimi ziemiami zdobytymi w całej Ameryce Południowej (oprócz Brazylii, będącej pod kontrolą Portugalczyków, którą zapewniał im traktat z Tordesillas). W XVI wieku postępowała kolonizacja, osadnictwo, rozwój miejscowego rzemiosła i handlu. Największe znaczenie dla rozwoju Peru miała eksploatacja srebra w miejscowych kopalniach. W 1572 roku Hiszpanie podbili ostatni ośrodek Inków i pokonali inkaskiego wodza Tupaca Amaru.
W XVII i XVIII wieku Peru było najcenniejszą kolonią Hiszpanii. W tym okresie uciskani Indianie próbowali powstań, między innymi Manko Kapak w latach 1535–1537. W połowie XVIII wieku wybuchło powstanie na czele z Juanem Santosem Atahualpą oraz powstanie Tupaca Amaru II w 1780, jednak za każdym razem były one krwawo tłumione. Na początku XIX wieku, mimo prób obalenia władzy hiszpańskiej w latach 1809, 1812, 1814, Peru pozostawało wierne Madrytowi.

## Wojny niepodległościowe

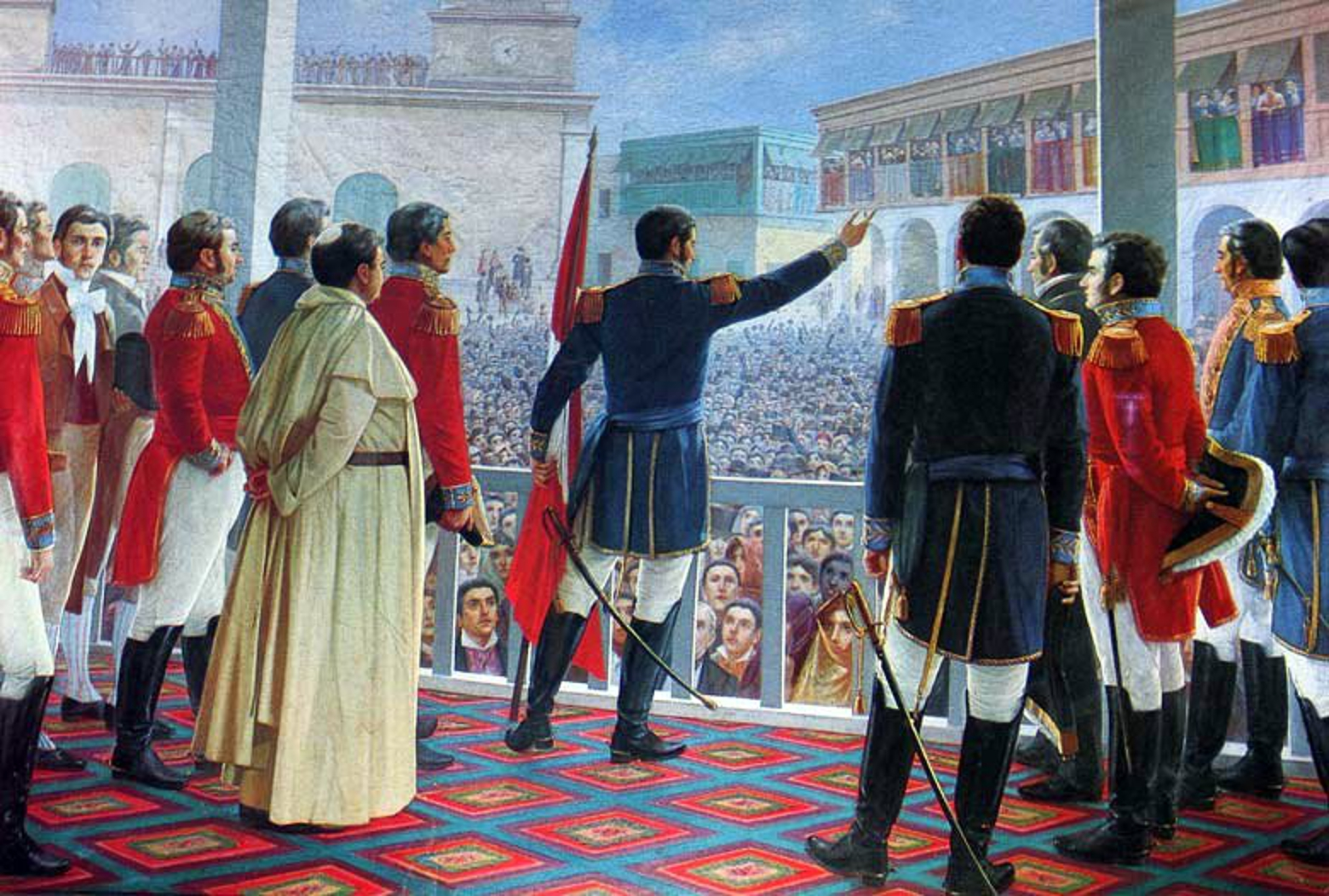
San Martín ogłaszający niepodległość Peru

Decydujące znaczenie dla niepodległości Peru miało powodzenie w sąsiednich krajach antyhiszpańskich powstań pod przywództwem Argentyńczyka José de San Martín i Wenezuelczyka Simóna Bolívara. Jose de San Martín w 1821 zdobył Limę i doprowadził do proklamacji niepodległości Peru. Pełnię niepodległości Peru uzyskało po zwycięstwie podkomendnego Simóna Bolívara, gen. Antonia de Sucre, który w 1824 roku pokonał Hiszpanów w bitwie pod Ayacucho. W roku 1825 powstała Boliwia poprzez oderwanie się Górnego Peru. W latach 1836–1839 Peru i Boliwia tworzyły Konfederację Peruwiańsko-Boliwijską. W roku 1845 prezydentem Peru został Ramón Castilla. Zniósł on niewolnictwo, wprowadził reformę finansów, rozbudował kolej, stworzył powszechny system oświatowy, a także wspierał producentów saletry i nawozów produkowanych z guana. W tym okresie kraj co pewien czas wstrząsany był udanymi i nieudanymi zamachami stanu, doprowadzającymi do zmian prezydentów.

## Niepodległe Peru
W latach 60. XIX wieku Hiszpanie bez powodzenia próbowali odzyskać kontrolę nad Peru, tocząc w latach 1866–1867 wojnę z Chile i Peru i w roku 1879 byli zmuszeni uznać jego niepodległość. Przez wieki swojej historii Peru toczyło liczne spory graniczne ze swoimi sąsiadami. Najistotniejsze znaczenie miała tzw. „wojna o saletrę” (wojna o Pacyfik) w latach 1879–1883. Chile ostatecznie pokonało sprzymierzone Peru i Boliwię i wojna została zakończona podpisaniem 20 października 1883 traktatu z Ancón. W efekcie Chile otrzymało obfitującą w saletrę peruwiańską prowincję Tarapacá, a dwie inne objęło własną administracją (plebiscyt miał rozstrzygnąć ich przynależność). Ta przegrana wojna spowodowała upadek gospodarczy Peru. Odbudowa Peru odbyła się na przełomie XIX i XX wieku za sprawą prezydenta Nicolása de Piérola (1895–1899). W 1889 roku władzę w kraju objęli liberałowie z prezydentem Guillermo Billinghurstem. Rząd liberałów usiłował realizować program socjalny i chronić chłopstwo przed nadużyciami latyfundystów. Reformy zakończyły się niepowodzeniem a prezydent w 1914 roku został obalony. W okresie I wojny światowej państwo wzbogaciło się na skutek wzrostu eksportu i sprzedaży saletry, z drugiej strony doszło do wzrostu wpływów Stanów Zjednoczonych, które ingerowały w sprawy wewnętrzne kraju. W pierwszych dekadach XX wieku zaznaczył się dalszy wzrost kraju w związku z otwarciem Kanału Panamskiego (rządy prezydenta Augusto B. Leguía w latach 1908–1912 i 1919–1930).
Do lat 30. dyktatorską władzę sprawowała prawicowa Partia Obywatelska i Augusto B. Leguía, który z rządził od 1919 roku. Rządy umiarkowanej prawicy przerwane zostały przez wojsko, które dokonało w 1930 roku zamachu stanu. Władzę przejął Luis Miguel Sánchez Cerro i Unia Rewolucyjna, która przyjęła program nacjonalistyczny i faszyzujący. W 1924 roku utworzony został Amerykański Rewolucyjny Sojusz Ludowy (APRA), a na czele partii stanął Víctor Raúl Haya de la Torre. Partia stała się opozycją względem rządzącej junty, a ponadto sprzeciwiała się imperializmowi i ingerencji Stanów Zjednoczonych w sprawy państw Ameryki Łacińskiej. Przedstawiciel partii dokonał udanego zamachu na Sáncheza. Kolejni wojskowi prezydenci okazali się bardziej umiarkowani. Od lat 30. rządy w kraju często się zmieniały, także w wyniku zamachów stanu. Wielki kryzys zahamował rozwój gospodarki peruwiańskiej. Na początku lat 30. doszło do konfliktu granicznego z Kolumbią. W 1939 roku rządy wojskowych zakończyło objęcie władzy przez Manuela Prado Ugarteche. Pierwszy konflikt graniczny z Ekwadorem o sporne tereny wzdłuż rzeki Marañón miał miejsce w roku 1941 (konflikt ten nie został zażegnany i nawracał w latach 1985 i 1991). Podczas II wojny światowej Peru przez większy czas zachowało neutralność, a dopiero 12 lutego 1945 wypowiedziało wojnę Niemcom i Japonii.

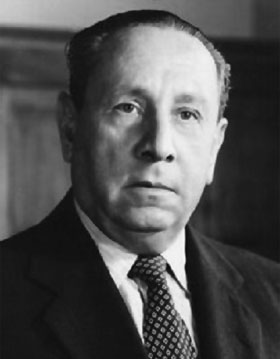
Manuel A. Odría, prezydent Peru w latach 1948-56

Po wojnie, w 1945 roku do władzy doszedł, dzięki poparciu APRA, prezydent José Luis Bustamante y Rivero (1945-48). Zastosował w gospodarce elementy interwencjonizmu państwowego. Po jego obaleniu, w wyniku prawicowego puczu wojskowego, władzę objął Manuel Odría, za rządów którego (1948-56) przy napływie obcych kapitałów nastąpił okres rozwoju gospodarczego. Odría utworzył skrajnie prawicową Narodową Unię Odriístowską, która podtrzymywała jego autorytarne rządy. Pomimo skrajnie prawicowego charakteru dyktatury, silnie akcentowała ona charakterystyczne dla konserwatyzmu postulaty, przez co w kraju utrzymała się silna pozycja Kościoła katolickiego i kapitalizm inwestycyjny. W 1956 roku urząd prezydenta ponownie objął Manuel Prado Ugarteche, który rozpoczął liberalizację polityczną. Liberalny kurs kontynuował Fernando Belaúnde Terry z centrowej Akcji Ludowej. Niezadowolenie społeczne pierwszej połowy lat 60. doprowadziło do walk rządu z partyzancką Armią Wyzwolenia Narodowego, która ostatecznie rozbita została w 1965 roku. W 1968 roku rządy przejęli wojskowi: Juan Velasco Alvarado a potem Francisco Morales Bermúdez. Do 1975 roku władzę w państwie oficjalnie sprawowała Rewolucyjna Junta Wojskowa. Junta przeprowadziła szereg radykalnych reform były to m.in. nacjonalizacja części gospodarki, interwencjonizm gospodarczy czy uniezależnienie w sferze polityki zagranicznej. Ograniczenie lewicowych reform nastąpiło w okresie Moralesa Bermúdeza nazwanej przez juntę drugą fazą rewolucji. W 1980 roku junta zezwoliła na wolne wybory.

## Wybuch wojny domowej
W maju 1980 powrócił do władzy prezydent Fernando Belaúnde Terry. W zderzeniu z rozlicznymi trudnościami jego plan liberalnej polityki gospodarczej spowodował głęboki kryzys polityczno-gospodarczy. Rząd destabilizowały wówczas: zadłużenie, inflacja, bezrobocie, El Niño, nielegalna uprawa krzewu koki i rozwój narkobiznesu. Kryzys spowodował na początku lat 80. trwającą do dziś regularna wojnę domową między rządem a partyzantami z maoistowskiego Świetlistego Szlaku i jego zbrojnym odłamem, Ludową Armią Partyzancką. W 1982 roku do walki z rządem przystąpił mniej liczny Ruch Rewolucyjny im. Tupaca Amaru (MRTA).
W połowie XX wieku Víctor Raúl Haya de la Torre z Amerykańskiego Rewolucyjnego Sojuszu Ludowego (APRA) był dominującą postacią peruwiańskiej polityki, lecz nie został prezydentem ze względu na sprzeciw sfer wojskowych. W roku 1985 wybory prezydenckie wygrał reprezentujący APRA Alan García Pérez. Interwencjonizm państwowy doprowadził do klęski polityki gospodarczej i hiperinflacji, nie powiodła się także walka z partyzantką Świetlistego Szlaku oraz z produkcją kokainy. Społeczeństwo peruwiańskie w następnych wyborach w 1990 roku poparło raczej mało znanego polityka, z wykształcenia matematyka i potomka japońskich emigrantów Alberto Fujimoriego. W pierwszej turze głosowania, 8 kwietnia, nieznacznie więcej głosów otrzymał Mario Vargas Llosa, pisarz o poglądach liberalnych. Przegrał on jednak 10 czerwca, w drugiej turze wyborów.
Stojąc na czele nowego ruchu politycznego Cambio 90, Fujimori rozpoczął wprowadzanie planu naprawy gospodarki, poprzez między innymi wprowadzanie wolnego rynku, prywatyzację wielu państwowych przedsiębiorstw, przeciwdziałanie inflacji i zadłużeniu (z udziałem MFW i Banku Światowego). Początkowo uzyskał znaczący sukces, obniżając inflację z 7650% w roku 1990 do 139% w 1991. Jednak później zaczął się pojawiać sprzeciw wobec jego polityki. W tej sytuacji w 1992 roku Fujimori (z pomocą wojska) rozwiązał parlament, zawiesił konstytucję i przeprowadził referendum, na mocy którego zlikwidowano pierwszą izbę parlamentu. Wprowadzono także karę śmierci za terroryzm. W tymże roku aresztowano przywódcę Świetlistego Szlaku Abimaela Guzmána. Opierając się na wojsku i wszechwładnej policji oraz służbach specjalnych kierowanych przez płk. Vladimira Montesinosa, Fujimori rozpoczął rządy autokratyczne, dyktatorskie, po reelekcji w 1995 roku. Fujimori utworzył własne szwadrony śmierci zajmujące się morderstwami opozycjonistów (niezwiązanych z rebeliantami). Chociaż oficjalnie w wyborach w 2000 roku wygrał Alberto Fujimori, to jednak był oskarżany o sfałszowanie wyborów. Ostatecznie Fujimori po zamieszkach w kraju opuścił Peru (listopad 2000) i udał się na emigrację do Japonii. Mimo oskarżeń o zbrodnię ludobójstwa nie powiodła się ekstradycja Fujimoriego. Dzięki pomocy CIA zatrzymano i skazano na więzienie znienawidzonego szefa tajnej policji Montesinosa. W drugiej turze wyborów w 2001 roku zwyciężył Indianin, z wykształcenia ekonomista, Alejandro Toledo, który objął urząd 28 lipca 2001 roku. Mimo pewnych osiągnięć gospodarczych i względnego uspokojenia sytuacji w Peru, kraj nadal borykał się z licznymi problemami społeczno-politycznymi. Jesienią 2006 roku do władzy, po kampanii pełnej populistycznych haseł, ponownie doszedł Alan García Pérez. Jego głównym przeciwnikiem był Ollanta Moisés Humala Tasso, lider Peruwiańskiej Partii Nacjonalistycznej. W drugiej turze głosowania, która odbyła się w dniu 4 czerwca, Ollanta Humala otrzymał 47,47% głosów, a Alan García Pérez 52,62% głosów. Jego dojście do władzy spotkało się z niewielkim sprzeciwem ze strony związków zawodowych.